# Metalejeunea
Metalejeunea là một chi rêu trong họ Lejeuneaceae.